# Teodossi von Tarnowo

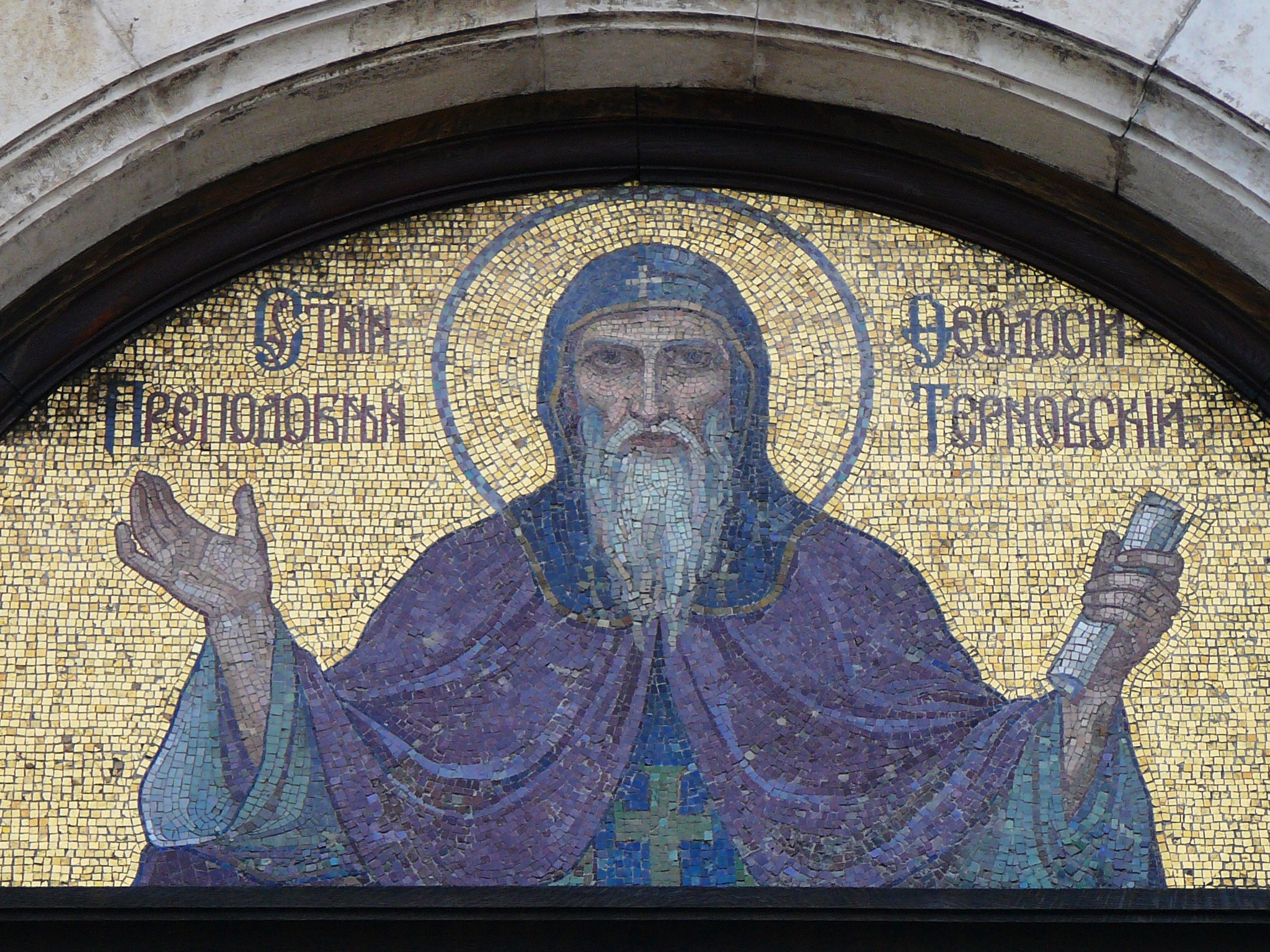
Teodossi von Tarnowo darstellendes Mosaik an der Alexander-Newski-Kathedrale

Teodossi von Tarnowo, auch Teodosij Tarnowski, (bulgarisch Теодосий Търновски; † 27. November 1363 in Konstantinopel) war ein bulgarischer Geistlicher und Gelehrter.
Er war Lehrer des Euthymios von Tarnowo. In der Zeit um 1350 gründete er das für die bulgarische Literatur bedeutende Kloster Kilifarewo bei Tarnowgrad.
Seit 2017 ist er Namensgeber für den St.-Theodosius-Nunatak auf der Alexander-I.-Insel in der Antarktis.